# Sedov (veliero)
Il Sedov (in russo Седов?), precedentemente chiamato Magdalene Vinnen II (tra il 1921 e il 1936) e Kommodore Johnsen (tra il 1936 e il 1948), è una nave a palo di proprietà dell'Università Tecnica di Kaliningrad (KSTU) e utilizzato come nave scuola per i cadetti delle università di Murmansk, San Pietroburgo, Arcangelo e Kaliningrad. È una delle navi a vela più grandi al mondo.

## Storia

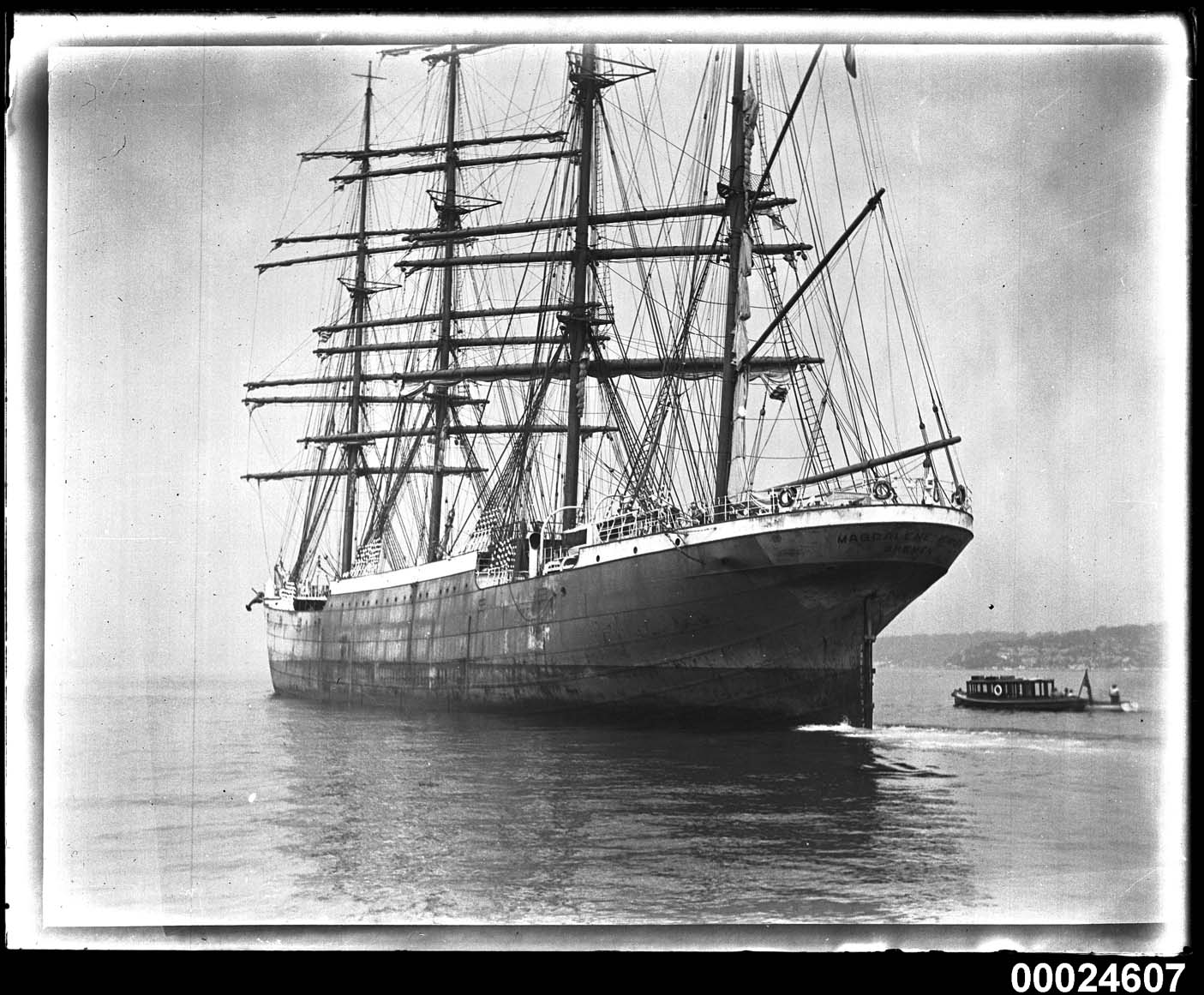
Il Magdalene Vinnen II nel 1933

Il Sedov venne costruito nei cantieri navali Germaniawerft di Kiel, nel nord della Germania, e varato il 14 febbraio 1921, con il nome Magdalene Vinnen II. In origine venne utilizzato come nave da trasporto, e durante il suo viaggio inaugurale trasportò un carico di carbone da Cardiff a Buenos Aires. Oltre alle vele poteva contare su un motore diesel di circa 118 cavalli vapore.
Nel 1936 venne venduto alla Norddeutscher Lloyd, che modificò il suo nome in Kommodore Johnsen e vi apportò alcune modifiche per fare in modo che, oltre al suo carico, la nave fosse in grado di operare come nave scuola e ospitare circa 60 cadetti.
Nel gennaio 1946 la nave venne ceduta dalla Germania all'Unione Sovietica come indennità di guerra e ribattezzata Sedov, in onore del navigatore ed esploratore artico Georgij Jakovlevič Sedov.

Tra il 1957 e il 1966 il vascello venne usato come nave oceanografica e nave scuola della marina militare sovietica. In seguito passò sotto il controllo del Ministero della Pesca, prima di essere sottoposto a lunghi lavori di ristrutturazione negli anni 1970.
Nel 1991, dopo la caduta dell'Unione Sovietica, divenne proprietà della scuola navale di Murmansk, e da allora è utilizzata come nave scuola per i cadetti della università e scuole navali di Murmansk, San Pietroburgo, Arcangelo e Kaliningrad. A partire dal 2017 è stato trasferito all'Università Tecnica di Kaliningrad, continuando a servire come nave scuola.
Durante le sue campagne di addestramento il Sedov partecipa regolarmente alle regate Tall Ship Races, ed è arrivato primo alla Cutty Sark Tall Ship Race del 1995.

## Descrizione

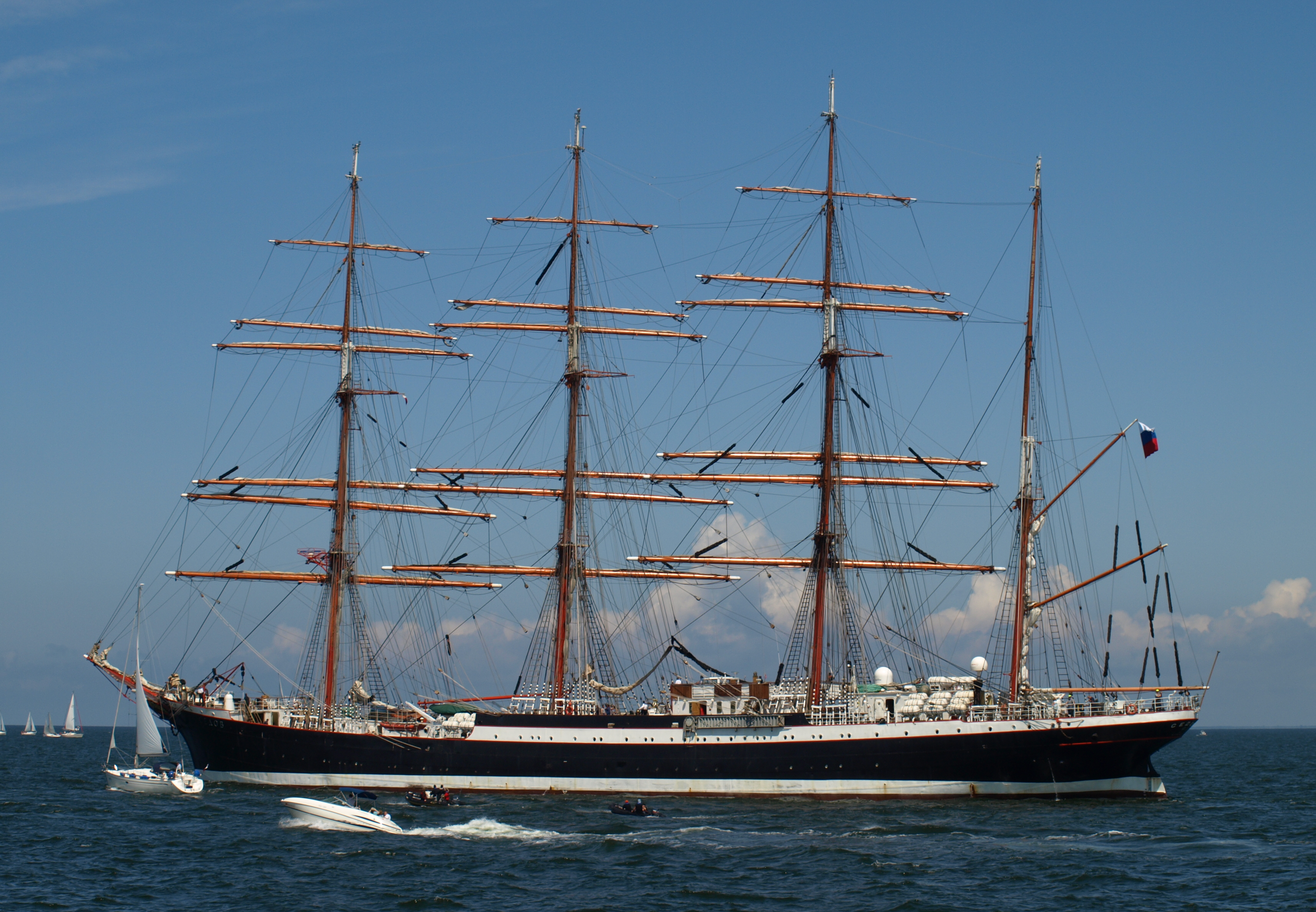
Il Sedov nel 2009

Il Sedov è una delle navi a vela più grandi al mondo, ed entrato nel Guinness dei primati come più grande nave scuola a vela al momento in servizio.
È lungo complessivamente 117,5 metri compreso il bompresso e largo 14,62 metri, mentre la lunghezza sulla linea di galleggiamento è di 98,20 metri. È dotato di 4 alberi, che vanno dai 63,5 metri dell'albero di maestra ai 54 metri del jigger, e di 32 vele con una superficie complessiva di 4192 metri quadrati.
Oltre alle vele dispone di un motore diesel di 2175 cavalli vapore grazie al quale può navigare a circa 10 nodi, mentre la velocità massima raggiungibile a vela è di circa 18 nodi.
Può ospitare a bordo fino a 220 persone, tra cui da 55 a 75 membri dell'equipaggio e fino a 146 cadetti o tirocinanti.

## Nella cultura di massa
Il Sedov è stato raffigurato su alcune monete commemorative emesse dalla Banca di Russia nel 2001, in occasione dei 20 anni della sua costruzione, e dalla Bielorussia nel 2008, e su diversi francobolli, l'ultimo in ordine cronologico emesso da Počta Rossii, l'operatore postale della Federazione Russa, in occasione del centenario della costruzione nel 2021.

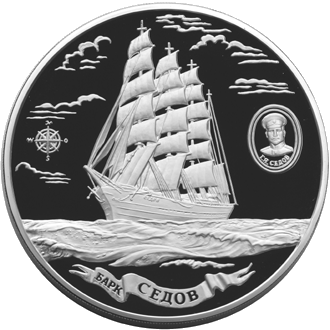
Moneta commemorativa della Banca di Russia del 2001
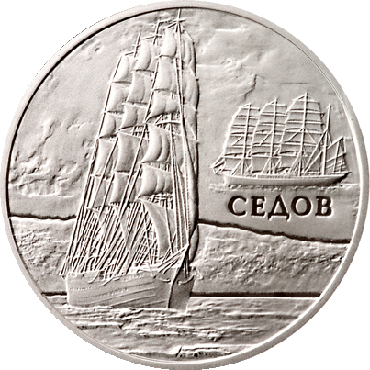
Moneta commemorativa della Bielorussia del 2008
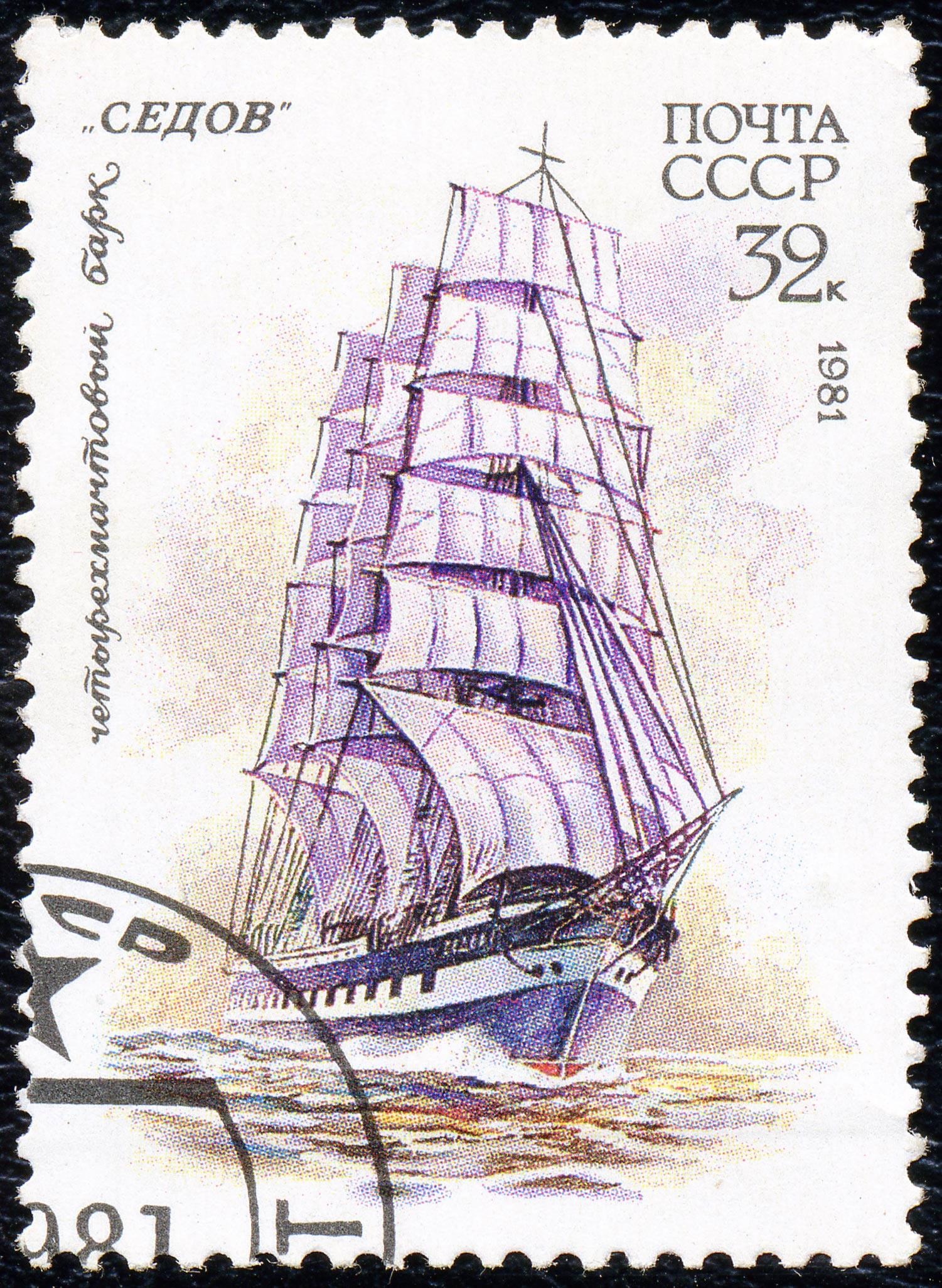
Francobollo della poste sovietiche del 1981